# Cyclohexanol
Cyclohexanol ist ein sekundärer Alkohol, der sich vom Cyclohexan ableitet.

## Vorkommen
Cyclohexanol kommt natürlich in Okra (Abelmoschus esculentus), Tomaten (Lycopersicon esculentum) und Basilikum (Ocimum basilicum) vor.

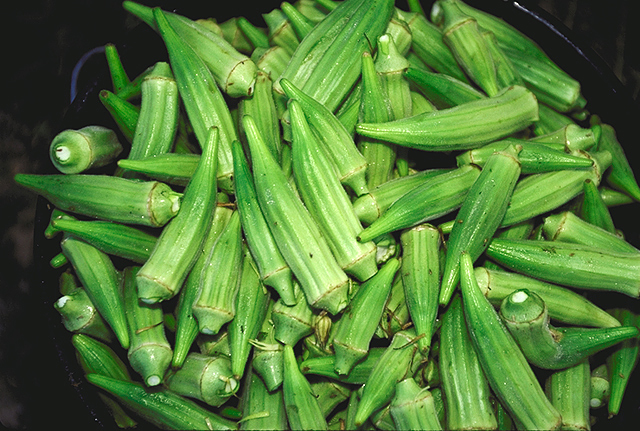
Okra
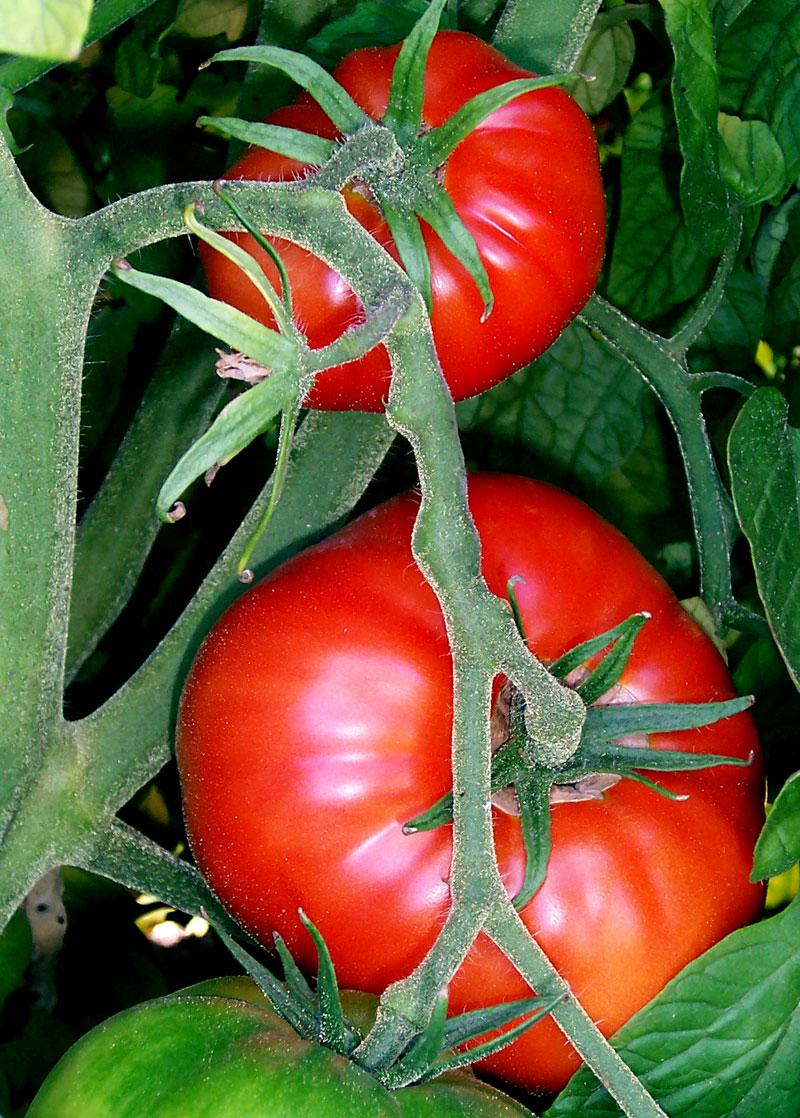
Tomate
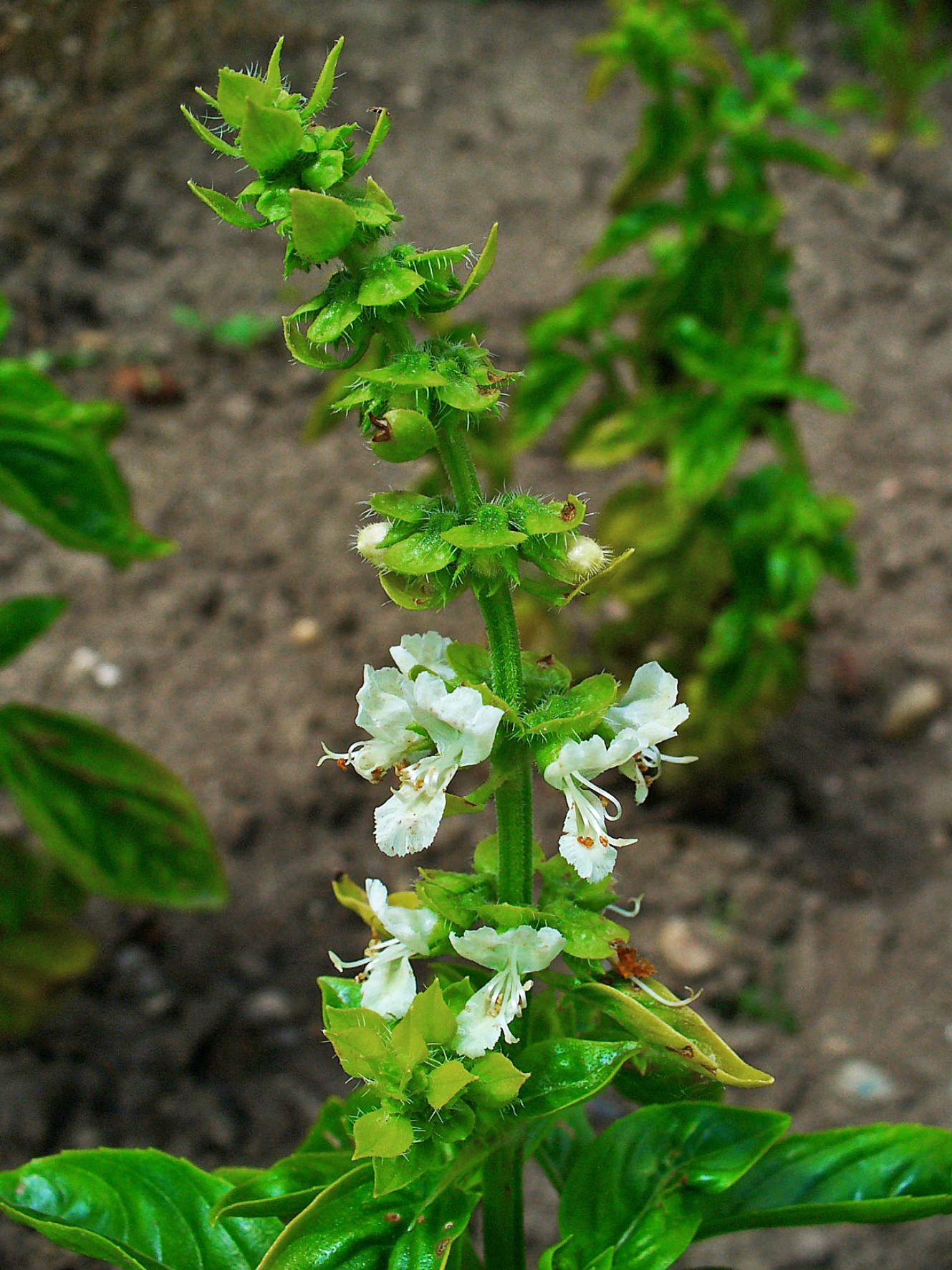
Basilikum

## Gewinnung und Darstellung
Cyclohexanol fällt gemeinsam mit Cyclohexanon bei der katalytischen Oxidation von Cyclohexan mit Luftsauerstoff an. Diese radikalische Reaktion verläuft über ein instabiles Zwischenprodukt, das Cyclohexanhydroperoxid, welches spontan zu den beiden Produkten zerfällt. Das Produktgemisch kann durch Destillation getrennt werden.
Alternativ kann Cyclohexanol durch katalytische Hydrierung von Phenol erhalten werden:

## Eigenschaften
Cyclohexanol schmilzt bei 24 °C und siedet bei 161 °C. Cyclohexanol löst sich gut in Ethanol. In Wasser lösen sich bei 20 °C 56,7 g Cyclohexanol je Liter. Die farblosen Kristalle riechen campherartig. Der Flammpunkt liegt bei 68 °C, die Zündtemperatur bei 290 °C. Mit einer Dichte von 0,95 g/cm3 ist es leichter als Wasser. Cyclohexanol ist bei Raumtemperatur leicht viskos, meistens allerdings gefroren.

## Reaktionen
Cyclohexanol reagiert mit elementarem Chlor im Sonnenlicht zu Tetrachlorcyclohexanon. Dieses kann mit Aluminiumtriisopropylat zu Tetrachlorcyclohexanol umgesetzt werden, ein Beispiel für die Meerwein-Ponndorf-Verley-Reduktion. Durch Erhitzen wird 2,6-Dichlorphenol erhalten.

## Verwendung
Eine der Hauptanwendungen für Cyclohexanol ist die Synthese von Adipinsäure für Nylon 66 und die Oxidation zum Cyclohexanon, das in Caprolactam, das Monomer von Nylon 6, umgesetzt werden kann. Weiterhin wird Cyclohexanol als Extraktions- und Lösungsmittel zur Herstellung von Lacken und Kunststoffen und als Zwischenprodukt für chemische Synthesen verwendet. Weichmacher wie Dicyclohexylphthalat werden aus Cyclohexanol hergestellt. Hinzu kommen Anwendungen in Waschmitteln und Seifen sowie in Farb- und Lackentfernern. Bis in die 1980er-Jahre auch als Verdunsterflüssigkeit für Heizkostenverteiler verwendet.

## Sicherheitshinweise
Cyclohexanol ist gesundheitsschädlich und schwach wassergefährdend.